# Natal Government Railways

Schienennetz der Natal Government Railways im Jahre 1910, kurz vor Gründung der Südafrikanischen Union

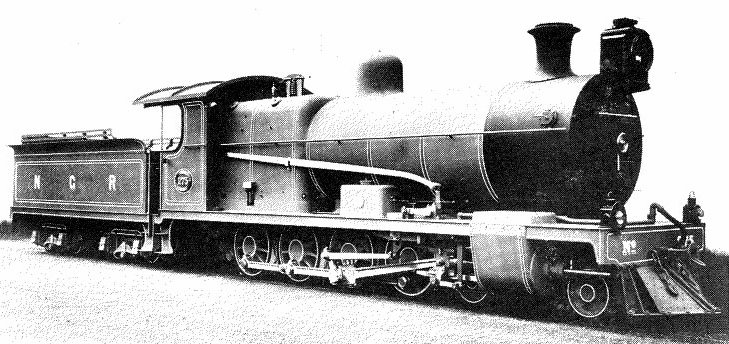
Eine Dampflokomotive der NGR

Die Natal Government Railways (NGR) war eine Bahngesellschaft in der ehemaligen britischen Kolonie Natal im heutigen Südafrika und eine der Vorgängerbahnen der späteren South African Railways.

## Geschichte
Die NGR entstanden 1875 durch die Verabschiedung des Natal Government Railways Act durch die gesetzgebende Behörde in Natal. Sie hatte die Aufgabe Eisenbahnstrecken von Durban nach Pietermaritzburg, Verulam und Isipingo zu bauen. Aufgrund des schwierigen Geländes im Landesinnern wurde entschieden, die Strecken in Kapspur zu bauen, deren Spurweite 1067 mm beträgt.
Die NGR übernahmen am 1. Januar 1877 die 1859 gegründeten private Natal Railway, welche ab 1860 innerhalb des Stadtgebiets von Durban die erste öffentliche Bahnstrecke im heutigen Südafrika in Betrieb genommen hatte. Die Normalspur-Strecke (1435 mm) war bis am 11. Mai 1878 in Betrieb und wurde danach auf Kapspur umgebaut.
Die als Natal Main Line bekannte Verbindung von Durban über Pietermaritzburg, Ladysmith und Newcastle nach Transvaal war die Hauptstrecke der Bahn. Weitere Strecken führten von Durban aus entlang der Küste nach Norden und Süden. Vier Nebenbahnen wurden als 610-mm-Schmalspurstrecken gebaut. 
Obwohl Natal wie die Kapkolonie unter britischer Verwaltung stand, waren die NGR eine eigenständige Bahn unabhängig von der Cape Government Railways (CGR). Die Bahn entwickelte und beschaffte ihre Lokomotiven eigenverantwortlich.
Nach der Gründung der Südafrikanischen Union im Jahr 1910 wurden die NGR zusammen mit den Cape Government Railways (CGR) und den Central South African Railways (CSAR) zusammengelegt, wobei die South African Railways (SAR) entstanden.

## Fahrzeuge
Am Jahresende 1893 besaß die Gesellschaft 91 Lokomotiven, 231 Personenwagen und 1451 Güterwagen.